# خطئي (فلم)
خطئي (بالإسبانية: Culpa Mia وبالإنجليزية: My Fault) هو فيلم درامي رومانسي إسباني صدر عام 2023 من إخراج دومينغو جونزاليس في أول فيلم روائي طويل له وبطولة نيكول والاس وغابريل غيفارا . يعتمد على قصة واتباد التي تحمل نفس الاسم بقلم مرسيدس رون .

## القصة
تنتقل الفتاة "نواه" البالغة من العمر 17 عامًا إلى منزل فخم بعد زواج والدتها من الملياردير "ويليام لايستر". تجد نواه صعوبة في التأقلم مع حياتها الجديدة وتدخل في صدام مباشر مع "نيك"، ابن ويليام من زواج سابق، الذي ينتمي إلى عالم سباقات الشوارع ويُعرف بسلوكه المتمرد.
مع مرور الوقت، تبدأ العلاقة بين نواه ونيك في التحوّل من العداء إلى الانجذاب المتبادل. وعلى الرغم من إدراكهما لخطورة الوضع، يبدآن في التورط في علاقة عاطفية سرّية. في خضم هذا، تتلقى نواه رسائل تهديد غامضة، ويتبين لاحقًا أن والدها العنيف "جوناس"، الذي كان يُعتقد أنه قد توفي، ما يزال على قيد الحياة ويخطط للانتقام.
يختطف جوناس ابنته نواه ويطلب فدية مالية، ما يدفع نيك للتعاون مع الشرطة في مهمة إنقاذها. ينتهي المطاف بمطاردة بالسيارات تنتهي بمقتل جوناس، وإنقاذ نواه. على الرغم من انكشاف العلاقة بين نيك ونواه واعتراض والديهما عليها، يقرران الاستمرار معًا متحدين القيود العائلية والمجتمعية.

## طاقم الممثلين
- نيكول والاس في دور نواه موران.
- غابريل جيفارا في دور نيكولاس "نيك" ليستر.
- مارتا هازاس في دور رافاييلا ليستر.
- إيفان سانشيز في دور ويليام ليستر.
- إيفا رويز في دور جينا.
- فيكتور فارونا في دور ليون.
- فران بيرينجر في دور روني.
- إيفان ماساجي في دور جوناس.
- أدريانا أوباني في دور آنا.

## الإنتاج
الفيلم مبني على قصة "خطئي" المنشورة على منصة "واتباد" للكاتبة مرسيدس رون، والتي توسعت لاحقًا إلى ثلاثية كتب نُشرت عن طريق دار النشر "بنغوين راندوم هاوس". يُعد الفيلم من إنتاج شركة "أفلام بوكيبسي" التي أسسها أليكس دي لا إغليسيا وكارولينا بانغ. جرت أعمال التصوير في منطقة كوستا ديل سول الإسبانية، وشملت مواقع مثل توريمولينوس، مانيلفا، وماربيا.

## الإصدار
عُرض الفيلم لأول مرة على منصة أمازون برايم فيديو في 8 يونيو 2023. ووفقًا لما أعلنته المنصة، فقد حقق الفيلم أفضل أرقام مشاهدة خلال الأيام الثلاثة الأولى لعرضه مقارنة بأي عمل أصلي محلي غير ناطق بالإنجليزية في تاريخ الخدمة.

## الاستقبال
تلقى الفيلم مراجعات متباينة من النقاد. منح لوكاس هيل-بول من صحيفة "ديلي إكسبريس" الفيلم تقييمًا قدره نجمتان من أصل خمس، واصفًا إياه بأنه "قد يكون أكثر الأعمال ابتذالًا من إنتاج برايم فيديو حتى الآن، لكنه يأتي على الأقل بنبرة ساخرة واثنين من الأبطال المحبوبين". أما جون سيربا من موقع "ديسايدر" فقد قدّم مراجعة سلبية للفيلم، واصفًا إياه بأنه "فيلم فظيع"، مشيرًا إلى أن شخصياته "باهتة وبسيطة إلى حد الملل".
وعلى الرغم من الانتقادات، أصبح "خطأي" أكثر الأفلام مشاهدة على مستوى العالم على منصة أمازون برايم فيديو خلال عام 2023. واستمر الفيلم في تحقيق شعبية كبيرة خلال العام التالي، حيث احتل المرتبة الرابعة ضمن أكثر الأفلام مشاهدة على المنصة في عام 2024.

## التكملات وإعادة الإنتاج
في أعقاب النجاح الجماهيري الكبير للفيلم، منحت منصة أمازون برايم فيديو الضوء الأخضر لإنتاج جزأين تكميليين يستكملان ثلاثية الكاتبة مرسيدس رون الأدبية، وهما "خطؤك"، الذي صدر في ديسمبر 2024، و "خطؤنا" المقرر صدوره في أكتوبر 2025، ويقوم دومينغو غونزاليس بإخراج كلا الفيلمين.
أُنتجت نسخة جديدة باللغة الإنجليزية بعنوان "خطئي: لندن"، أخرجها الثنائي داني غيردوود وتشارلوت فاسلر، وقام ببطولتها آشا بانكس وماثيو بروم، صدرت في فبراير 2025.